# 1715 en droit
Cet article présente les faits marquants de l'année 1715 en droit.

## Événements
- 6 février : dernier traité d'Utrecht entre Espagne et Portugal.

- 20 février  : bulle du pape Clément XI supprimant le tribunal ecclésiastique de Sicile institué en 1098, dit Monarchie de Sicile[1].

- 19 mars : bulle Ex Illa Die[2]. Sur avis du légat pontifical Charles-Thomas Maillard de Tournon les rites traditionnels chinois sont interdits par Clément XI, malgré une intervention de l'empereur lui-même.

- 3 avril : traité d’alliance franco-suédoise à Versailles[3].

- 13 août : signature à Versailles d'un Traité de commerce et d'amitié entre la France et la Perse[4].

- 10 septembre : Bolingbroke, exilé en France, est jugé coupable de haute trahison par le Parlement britannique[5].

- 15 novembre : troisième traité de la Barrière à Anvers entre l’empereur et les Provinces-Unies[6].

- 15 décembre : Philippe V d'Espagne signe un traité par lequel il accorde aux commerçants britanniques en Amérique des privilèges égaux à ceux de ses sujets[7].

## Décès
- 6 février : Claude de Ferrière, jurisconsulte français, professeur de jurisprudence, doyen des docteurs régents de la Faculté de droit de Paris (° 6 février 1639).